# Гей гу, гей га
Гей гу, гей га — українська повстанська пісня. Пісня оспівує боротьбу українських повстанців з іноземними загарбниками в період 1940—1950х років.
4 серпня 1929 року представники кількох куренів організації Пласт Львова вирушили в першу у історії організації мандрівку річкою. Пливли по річках у човнах, які самі зробили. Маршрут був досить великий — від Жовкви що на Львівщині та до Луцьку. Цікаво, що з складу куреня Лісових Чортів в цій мандрівці брав участь лише один учасник — а саме Тарас Крушельницький. Цікава пригода, краєвиди та веселе товариство однолітків надихнули Тараса на створення пісні маршу для своїх побратимів.
Знайти перший варіант тексту на даний час складно. Окремі джерела подають різні варіанти. Відомо точно що: на початку це була пісня юнаків. В ній згадувався червоно-чорний стяг, та готовність йти в бій, але була в ній і романтична частина.
Пластуни співали: «Гей гу, гей га, таке то в нас життя, дай губки поцілую, коханеє дівча».
В 40-х роках колишні пластуни, в лавах повстанців УПА, створили продовження пісні, створивши її повстанський варіант. Про поцілунки у ньому вже не йшлося: А як прийдеться стати із зброєю в руках, Маршалок поведе нас, замає гордо стяг!
Маршалок — це давня назва керівника збройних сил. Збереглися задокументовані перекази про те, що у 40-х роках вчитель і повстанський провідник, на прізвище Кодрай підпільно навчав своїх учнів, співати цю пісню. Вчитель-упівець загинув в 1945 році.
. Але вже у 60-х роках один із його учнів Євген Гіщинський, відтворив пісню з пам'яті, для того, щоб передати наступним поколінням.
Остаточно у сучасний варіант пісня «Гей гу, гей га» сформувався у 2000 році.
Тарас Чубай, соліст гурту «Плач Єремії», разом зі Скрябіним записав альбом «Наші партизани». Туди ввійшли різні повстанські пісні, у сучасній обробці. Завдяки цьому музичному твору пісня «Гей гу, гей га» отримала справді нове життя
.

## Текст
Гей-гу, гей-га — таке то в нас життя: Наплечники готові — прощай, моє дівча.
Сьогодні помандруєм — не знаємо самі
Де завтра заночуєм: чорти ми лісові!
Гей-гу, гей-га — чорти ми лісові! |
Гей-гу, гей-га. | (2)
Прапор червоно-чорний це наше все добро: Червоне — це кохання, а чорне — пекла дно.
Усі дівчата знають пекельні барви ці –
Забути їх не можуть, чорти ми лісові!
Гей-гу, гей-га — чорти ми лісові! |
Гей-гу, гей-га!
А як прийдеться стати зі зброєю в руках, Бандера поведе нас — замає гордо стяг: І сипнемо сто-тисяч у зуби сатані, А решта люциферу — чорти ми лісові!
Гей-гу, гей-га — чорти ми лісові! |
Гей-гу, гей-га! | (2)
Як впадеш, стрільче, в пастку чи зловишся на дріт
На всі питання ката давай один одвіт: Що до ОУН належав — а вождем був Євген –
Щоб слава залунала далеко ген-ген-ген…
Гей-гу, гей-га — далеко ген-ген-ген… |
Гей-гу, гей-га.| (2)
 | (2)